# اخترالدوله
اخترالدوله یکی از دختران ناصرالدین‌شاه است. وی در ۱۱ رجب ۱۳۱۲ هجری قمری با عزیزالسلطان (ملیجک) ازدواج کرد و جهیزیهٔ خود را به عمارت ملیجک (عزیزیه) منتقل نمود. پس از ترور ناصرالدین شاه از ملیجک طلاق گرفته و همسر فردی به نام ارشدالدوله شد.

## مشخصات و سرگذشت
اخترالدوله دختر ناصرالدین‌شاه بود که از مادری به نام صغرا به دنیا آمد. تاریخ ولادتش را ۲ دی ۱۲۶۰ خورشیدی گزارش کرده‌اند.

#### ازدواج

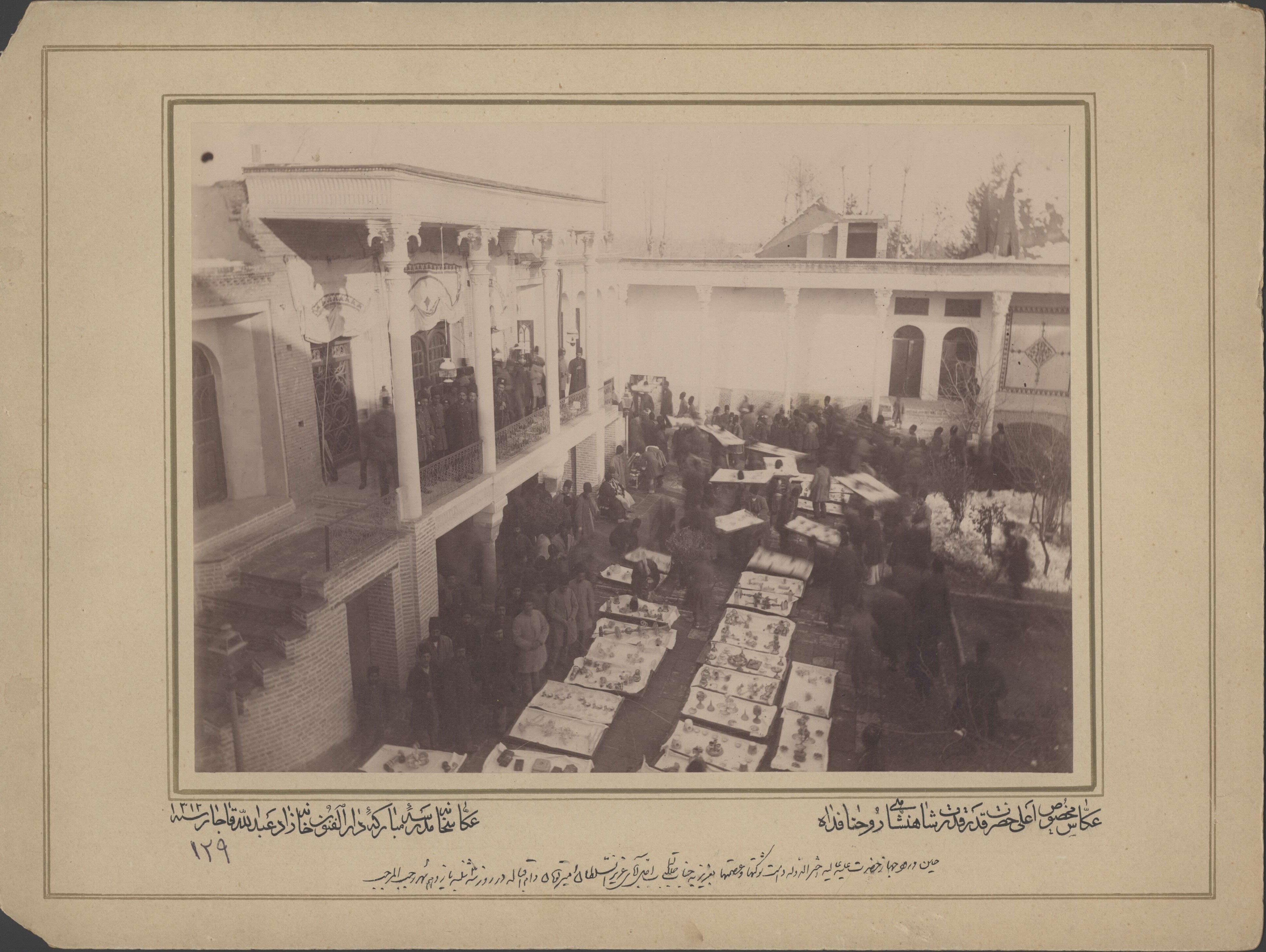
آوردن جهیزیه اخترالدوله به عزیزیه، سه‌شنبه ۱۱ رجب ۱۳۱۲

ناصرالدین شاه برای ازدواج با ملیجک (عزیزالسطان)، دو نفر از محبوب‌ترین دخترانش را برگزید. تاج‌السلطنه از این ازدواج سر باز زد و در برابر انتخاب پدر سرکشی نمود. در نهایت دختر دیگر ناصرالدین شاه اخترالدوله به این ازدواج رضایت داد اما پس از ترور و مرگ ناصرالدین شاه و با فراز و نشیب‌های زیادی که عزیزالسطان مواجه شد، از او طلاق گرفت. او پس از طلاق از ملیجک به عقد ارشدالدوله درآمد.

## همسر و فرزندان
همسر اولش غلامعلی خان ملیجک ملقب به عزیزالسلطان بود که به سال ۱۲۵۷ خورشیدی به دنیا آمد. او مورد علاقه ناصرالدین شاه قرار گرفت و به همین خاطر به عقد دخترش درآمد.  همسر دوم او علی خان اَرشَدالدوله از نوادگان فضلعلی خان قره باغی و از سرداران دوران فتحعلیشاه و محمد شاه بود. علی خان ابتدا در دسته موزیک عزیزالسلطان (ملیجک) خدمت می‌کرد و وقتی ملیجک به دامادی شاه یعنی به همسری اخترالدوله در آمد و رئیس گارد سلطنتی ناصرالدین شاه شد، علی خان نیز در شمار افراد گارد سلطنتی درآمد.